# Nellysford (Virginia)
Nellysford è un census-designated place (CDP) degli Stati Uniti d'America, situato nello stato della Virginia, nella contea di Nelson. Secondo il censimento del 2020 gli abitanti di Nellysford ammontavano a 1254.
Due siti di Nellysford sono stati inseriti nel National Register of Historic Places: Elk Hill ed il Wintergreen Country Store